# Alexander Grigorenko
Alexander Grigorenko (* 6. Februar 1985 in Bila Zerkwa, Ukrainische SSR) ist ein kasachischer Fußballtorwart.

## Karriere
Seine Profikarriere begann 2002 beim ukrainischen Verein Ros Bila Zyrkwa. 2004 wechselte er nach Kasachstan zum FK Atyrau. Von 2007 bis 2012 stand er beim kasachischen Erstligisten Schachtjor Qaraghandy unter Vertrag.
Alexander Grigorenko wurde mehrmals in den Kader des kasachischen Nationalteams einberufen, absolvierte allerdings noch keine Partie.

## Erfolge
- Kasachischer Meister: 2011, 2012

## Weblink
- Spielerdaten Grigorenko Daten Eurosport.fr

## Einzelnachweis
1. ↑  so am 10. Oktober 2009 beim Spiel gg. Belarus und am 14. Oktober 2009 beim Spiel gg. Kroatien

| Personendaten    | Personendaten                |
| ---------------- | ---------------------------- |
| NAME             | Grigorenko, Alexander        |
| KURZBESCHREIBUNG | kasachischer Fußballtorhüter |
| GEBURTSDATUM     | 6. Februar 1985              |
| GEBURTSORT       | Bila Zerkwa, Ukrainische SSR |